# CAP Chokladfabrik

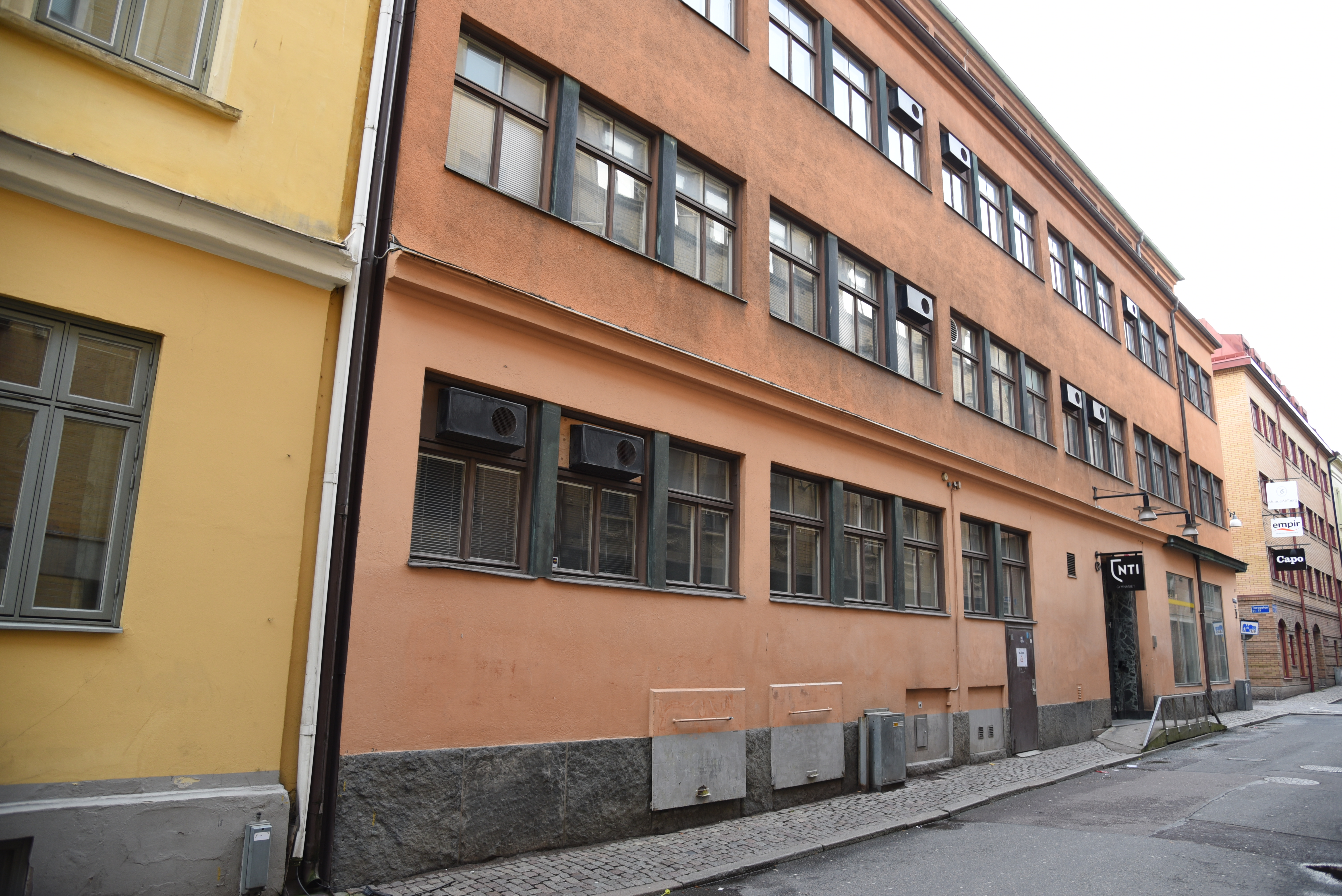
Kronhusgatan 9 uppfördes åt CAP Chokladfabrik år 1933.

CAP Chokladfabrik AB var ett konfektföretag i Göteborg, verksamt mellan 1895 och 1967. Företaget hade flera namn genom åren men kallades ofta bara för CAP, vilket härleddes från grundaren Claes August Petterssons initialer. Förkortningen CAP användes första gången 1909 på företagets nya kolor.

## Historik
Företaget grundades 1895 som Franska Konfektfabriken Claes August Pettersson på Södra Hamngatan i Göteborg. År 1905 flyttade fabriken till Östra Hamngatan 17/Kronhusgatan 13. En ombyggnad till kontor och karamellkokeri skedde år 1914. 1916 flyttades tillverkningen till Kronhusgatan 11. Samtidigt ombildades företaget till aktiebolag och fick namnet Franska Choklad- och Konfektfabriken A-B. År 1933 byggdes en ny fabrik i västra Nordstaden vid Kronhusgatan 9/Torggatan 16–18 och 1940 bytte företaget namn till CAP Chokladfabrik AB. 1967 gick CAP samman med konfektföretaget Mazetti, men fusionsavtalet blev inte klart förrän 1974.

## Produkter

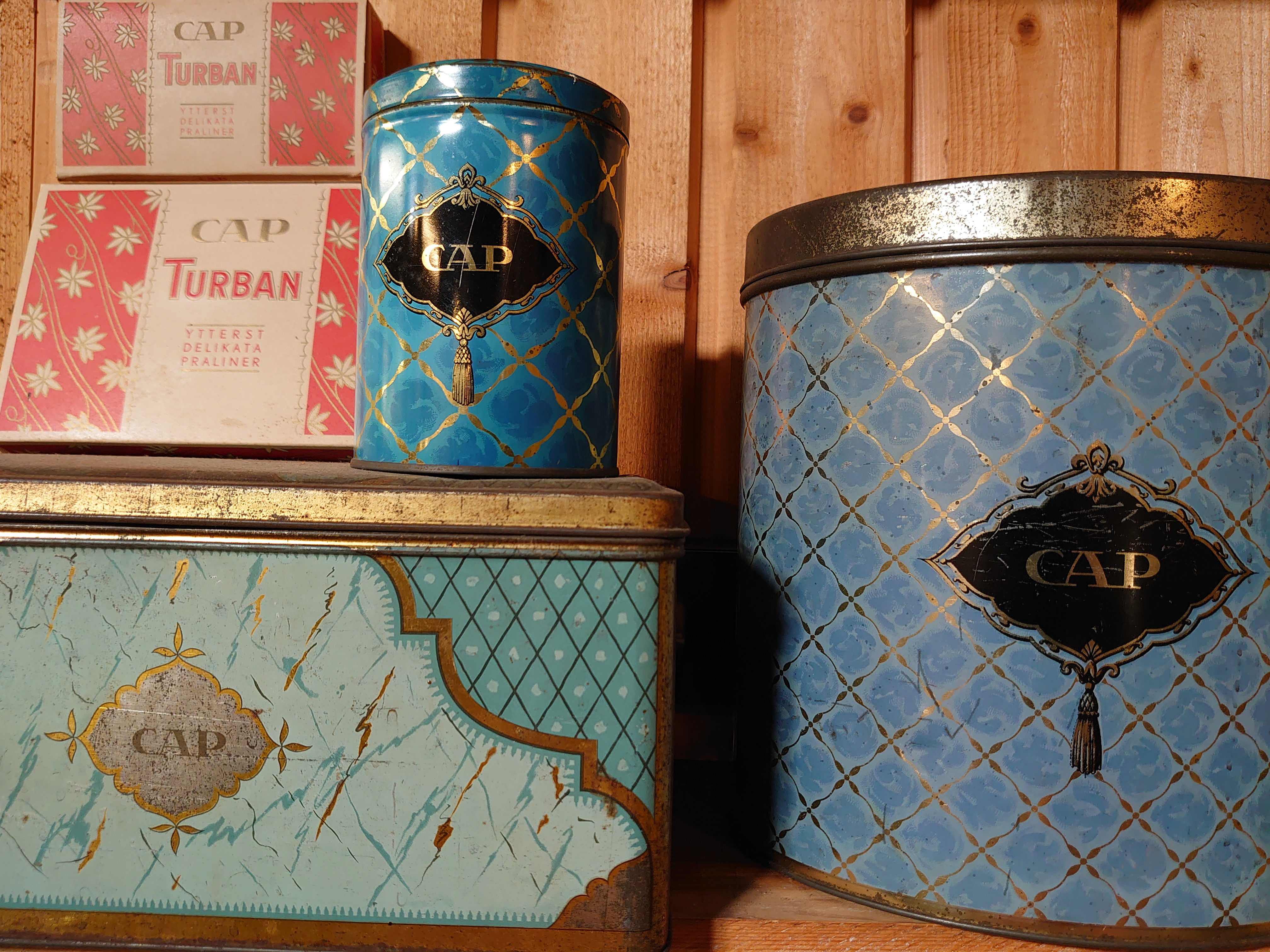
CAP Familjeblandning och CAP Turban praliner

En av företagets populära produkter var CAP Familjeblandning som ofta såldes i en cylindrisk blå metallburk, med rutmöster i guldfärg. På framsidan av burken stod CAP i guldbokstäver mot svart botten. CAP Familjeblandning, som började tillverkas i början av 1920-talet bestod av karameller med fyllningar av choklad, nötter, mandel och sylt med olika smaker. Karamellerna var runda, ovala eller långsmala till formen och täckta av en pärlemorglänsande karamellmassa. I blandningen fanns även marsipanbitar täckta med ett lager färgskimrande karamellmassa.
Andra produkter från företaget var Turban, Limpa, Snabblunch, Raja chokladkola, CAP Dubbelkaka, Casino, Plakett, Alpblock, Gonda och Äkta violpastiller. En produktserie med olika typer av chokladkakor hette Pompom, där den romfylda chokladkakan hette Romrom.
Utöver konfekt producerade företaget under en period, från ungefär 1950-talet även produkter som färdiga soppor, glass och vaniljkräm.